# Сборная Румынии по регби
Сборная Румынии по регби (рум. Echipa națională de rugby a României) представляет страну в международных матчах и соревнованиях. Команда известна под прозвищами Stejarii или The Oaks — «дубы». Румынская сборная, считающаяся одной из сильнейших европейских команд, не участвующих в кубке шести наций, принимала участие во всех семи розыгрышах кубка мира. На данный момент румыны также играют в первом дивизионе Кубка европейских наций. Руководящим органом команды является Федерация регби Румынии. Спортсмены выступают в жёлто-сине-красной форме.

## История

### Ранние годы
В Румынии регби появилось в 1913 году, когда группа студентов привезла регбийную экипировку и мячи после путешествия в Париж — традиционно среди «отцов-основателей» румынского регби выделяются имена Константина Кратунеску, Николае Мэрэску и Григоре Каракостеу, игравших в чемпионате Франции, и Генри Ману, жившего в Швейцарии. Первыми регбийными клубами в стране стали T.C.R. (ТКР), созданный в 1910 году Григоре Каракостеем и Мирчей Иэконому, и Спортивный клуб братьев Гусар, созданный в 1913 году. Первые тренировки поклонников регби проходили на поле около Бухарестского университета.
8 сентября 1913 года в Румынии прошёл первый регбийный матч между TCR и Спортивным клубом, завершившийся вничью 3:3, а 13 октября TCR выиграл со счётом 6:0. В 1914 году была создана комиссия по футболу и регби (предшественник Федерации регби Румынии до 1931 года), а в том же году в первом розыгрыше чемпионата страны впервые победил TCR, который выиграл ещё 9 чемпионатов в межвоенные годы. В 1915 году состоялся розыгрыш с участием трёх команд, в том числе и «Стадиул Роман», основанный Николае Мэрэску и выигравший 7 чемпионатов — этот клуб заимствовал многое у французского «Стад Франсе». Позднее Мэрэску возглавил федерацию атлетизма страны и стал вице-президентом федерации регби.

### Межвоенные и военные годы
Первую официальную игру Румыния провела 1 июля 1919 года против США в рамках Межсоюзнических игр и проиграла 0:21. Второй матч состоялся против Франции и завершился поражением 5:48. В 1924 году на Олимпиаде в Париже румынская сборная стала бронзовым призёром, проиграв без особой борьбы Франции и США со счетами 3:59 и 0:39 соответственно. При этом медали Олимпиады в регби стали первыми для Румынии вообще. В 1920-е годы в страну с визитом прибыла сборная французской армии, которая провела два выставочных поединка (поражения «дубов» 3:35 и 6:42), однако в этот раз румынам помогал арбитр по фамилии Брут, проведший серию судейских семинаров и игровых тренировок. За межвоенные годы румыны выиграли только два матча: первую победу они одержали в 1927 году над Чехословакии (21:5), а этот матч стал последним для Николае Мэрэску, не отметившегося попытками за карьеру.
Титул чемпиона в межвоенные годы разыгрывался между 5-7 топовыми командами Бухареста, а первый клуб вне Бухареста появился в 1939 году в Брашове (команда авиазавода); параллельно в румынских школах и институтах, где работали французы, создавались регбийные секции, что заложило основу для развития регби в стране. Так, в более чем 30 школах Бухареста были созданы секции и команды по регби. По словам легендарного регбиста, хоккеиста и игрока в поло Виктора Гуту по прозвищу «Профессор», среди школ и колледжей регулярно проводились чемпионаты по регби: матчи игрались в выходные дни в трёх возрастных категорий от детей до юниоров. С 1931 года сборная Румынии соревновалась в турнирах ФИРА, которые учредили французы, исключённые из Кубка пяти наций за поддержку профессионального регби. В 1937 году ими во второй раз в истории была одержана победа: над Нидерландами со счётом 5:42. В 1938 году сборная Румынии дебютировала на первом европейском турнире ФИРА, проиграв оба матча французам и немцам. В 1940 году румыны обыграли Италию со счётом 3:0, причём ради победы они наняли специально француза Марселя Руффи. Матч шёл в сильный дождь, и первый тайм в той встрече продлился всего 30 минут из-за того, что у немецкого судьи Раппа сломались часы.
Второй Венский арбитраж и последовавшее становление Национал-легионерского государства привели к тому, что законом было запрещено приглашать в регбийные команды еврейских игроков (48 человек по этому закону лишились права выступать). Команда начала проводить матчи против стран блока оси чаще и чаще, проведя матчпротив Италии в 1941 году и проиграв в гостях со счётом 3:23. Вступление Румынии в мировую войну затормозило развитие регби.

### Послевоенные годы (до 1980-х)
После завершения войны в коммунистической Румынии была создана централизованная Народная спортивная организация, заведовавшая всеми видами спорта. В 1948 году по решению организации многим клубам и спортивным обществам пришлось отказаться от использования слов «римский» или «королевский» в наименовании либо же прекратить существование на основании того, что им оказывало симпатию фашистское правительство Антонеску (так прекратил существование TCR). Клуб «Стадиул Роман» был переименован в «Конструкторул», «Вифорул Дачия» — в «Клубул Спортив Университар», «Спортул Студенцеск» — в «Электрика». Многие регбисты, поддерживавшие режим Антонеску, позже были брошены в тюрьмы: часть игроков погибла на строительстве канала Дунай — Чёрное море. Однако дальнейшему послевоенному развитию румынского регби способствовали несколько факторов.
Во-первых, ярые энтузиасты и сторонники развития регби, состоявшие в Румынской коммунистической партии, помогли вложить деньги в инфраструктуру. По словам Виктора Гуту, игроки в послевоенные годы впервые смогли принять душ в раздевалках на регбийных стадионах. Каждая победа сборной Румынии преподносилась не только как успех игроков, но и как правильная работа партии и успех всего коммунистического движения. Во-вторых, были созданы ведомственные полупрофессиональные команды силовых структур: армейский клуб «Армата», позже ставший известным как «Стяуа», и клуб МВД Румынии «Динамо». Полноценным конкурентом этим трём командам мог быть только клуб румынских железнодорожников «Локомотив-ЧФР», основанный в 1932 году и взявший чемпионство в 1948 году («Стяуа» победила в 1949 году). Укоренение системы спортивных обществ и чемпионатов во всех возрастах на богатой кадрами почве помогли создать эффективную регбийную систему вместе с работой тренеров французской регбийной школы. В-третьих, визиты иностранных команд и поездки румынских клубов за границу стали уникальным явлением в стране. Так, в 1954 году «Локомотив-ЧФР» нанёс поражение валлийскому «Суонси» со счётом 23:12 в присутствии 50 тысяч зрителей: по словам валлийцев, которые стали первой командой, выехавшей в социалистическую страну, против них де-факто играла сборная Румынии, поскольку ЧФР позвал сильнейших игроков со всей страны в свой состав, а самим валлийцам победить помешала страшная жара (во втором матче со счётом 16:5 валлийцы победили «Конструкторул»). В 1955 году сборная Румынии отправилась на остров Святой Елены с ответным визитом и победила британскую команду, однако один из игроков стал «невозвращенцем».
В 1957 году на Всемирном фестивале молодёжи и студентов в Москве, когда москвичи впервые увидели международные матчи по регби, румынский клуб «Гривицэ» нанёс сенсационное поражение валлийскому клубу «Лланелли». Московский матч ознаменовался массовой дракой, спровоцированной жёсткой борьбой по ходу игры и разгоревшейся после матча (для того, чтобы разнять дерущихся, понадобилось привлечь силы милиции). В том же году в Бухаресте сборная Румынии чуть не сотворила сенсацию, в упорной борьбе в Бухаресте уступив Франции 15:18 при посещаемости в 95 тысяч зрителей. Румыны в 1960-е годы дебютировали в Кубке чемпионов (предшественнике Кубка Хейнекен), отправляя свои клубы играть против чемпионов Франции, Италии, Германии, Испании и Португалии. В 1962 году в финале этого кубка ЧФР проиграл французскому «Безье Эро», зато через год победил французский «Мон де Марсан», а третий кубок взяло бухарестское «Динамо», победившее по итогам двух встреч французский «Ажен».
В 1960 году французы, которые в последующее десятилетие завоевали пять титулов чемпионов Кубка пяти наций и выиграли в 1968 году Большой шлем, на глазах у 55 тысяч зрителей впервые проиграли Румынии со счётом 11:5, потерпев ещё два поражения в 1962 и 1968 году. Французы и румыны неоднократно встречались в турнирах ФИРА: в 1974 году победа над Францией в Бухаресте 15:10 принесла румынам итоговую победу в чемпионате Европы 1974/1975. Однако реальный уровень румынской сборной можно было увидеть только в играх с командами, не относящимися к ФИРА. Так, в 1973 году румыны сыграли два неофициальных матча против Аргентины и проиграли 9:15 и 3:24. Выход на международную арену был большим шагом для румынского регби, что позволило сборной сформировать свой стиль игры. В 1975 году румыны совершили турне по Новой Зеландии, сыграв восемь матчей и завершив последнюю встречу против второй новозеландской сборной «Джуниор Олл Блэкс» со счётом 10:10. В 1979 году на турнире в Уэльсе «дубы» чуть не обыграли национальную сборную этой страны, пропустив в конце матча на «Кардифф Армс Парк» дроп-гол и проиграв 12:13.

### Расцвет 1980-х
Первым официальным легионером в составе сборной Румынии стал Раду Демиан, который в конце 1970-х два года провёл во французском «Тулоне» и затем продолжал карьеру как тренер сборной Румынии и как глава Федерации регби Румынии. К началу 1980-х годов в стране насчитывалось более 12 тысяч регбистов и 110 клубов. Румынию стали чаще приглашать команды Великобритании и Ирландии официально на международные матчи. В 1980 году французы в Бухаресте проиграли 0:15, что стало очередной сенсацией, а в том же году румыны сыграли вничью с Ирландией (13:13).
В октябре 1980 года сборная Румынии под руководством Валериу Иримеску отправилась в турне по Ирландии, сыграв против четырёх ирландских клубов «Манстер», «Ленстер», «Ольстер» и «Коннахт», представлявших четыре соответствующие ирландские провинции, и против сборной Ирландии. Первая игра состоялась против «Манстера» 4 октября 1980 года. «Манстер» рассчитывал легко справиться с румынами, поскольку имел опыт победы и над более серьёзными командами — 31 октября 1978 года он сенсационно обыграл сборную Новой Зеландии со счётом 12:0. Однако румыны сотворили сенсацию: к перерыву счёт был 7:6, а во втором тайме манстерцы устали, чем и воспользовались румыны, одержав победу со счётом 32:9. После игры они вместе с ирландцами устроили вечеринку с алкоголем, бурно отметив свою победу. Во втором матче против «Ленстера» румыны уступили 10:24, что было списано не только на последствия бурного празднования, но и на недооценку противника — тем же летом румыны обыграли у себя дома «Ленстер» со счётом 10:4. В третьем матче против «Ольстера» румыны уступали 0:10, однако сумели отыграться и победить со счётом 15:13. Четвёртый матч против «Коннахта» не имел такого значения, как первые матчи, однако румыны отыграли и эту встречу в полную силу, одержав победу со счётом 28:9. 18 октября состоялась пятая в том турне встреча румын, в которой они сыграли вничью против сборной Ирландии со счётом 13:13. 22 октября в завершение своего турне румыны отправились в Англию, где сыграли с командой «Лестер Тайгерс», действовавшим обладателем Английского кубка и лучшей командой всей Англии. Перед матчем тренер команды Валериу Иримеску напомнил игрокам, что этот матч ни на что не влияет, а является лишь шансом ещё раз показать все свои возможности. В итоге румыны одержали убедительную победу со счётом 35:7. Английская пресса после матча прославляла румынскую сборную, показавшую выдающуюся игру.
В 1981 году Шотландия пригласила Румынию на международный матч, который завершился победой «чертополохов» 12:6. В том же году в Бухарест приехали новозеландцы, которые победили 14:6 при том, что в конце матча судья дважды не засчитал румынские попытки при спорных обстоятельствах. В 1983 году в Бухаресте была повержена команда Уэльса со счётом 6:24, а Шотландия проиграла 22:28. В 1988 году румыны нанесли Уэльсу гостевое поражение со счётом 15:9. Таким образом, в 1980-е годы в активе Румынии оказались следующие победы над участниками Кубка пяти наций:
- две победы над Уэльсом (24:6 дома в 1983 году и 15:9 в гостях в 1988 году)
- победа над Шотландией 28:22 дома в 1984 году в рамках Грэнд-Слэма
- две победы над Францией (15:0 дома в 1980 году и 13:9 дома в 1982 году)
- ничья с Ирландией (13:13 в гостях в 1980 году)

### Кризисы 1990-х
В связи с конфликтами FIRA и IRB первый чемпионат мира состоялся в 1987 году, и туда была допущена Румыния, которая выиграла только у Зимбабве со счётом 21:20 и проиграла все остальные матчи. Последующие политические и экономические проблемы, вызванные начавшейся перестройкой и отстранением компартии от власти, негативно сказались на регби. Бухарестские клубы, представлявшие полицию («Динамо») и армию («Стяуа»), оказались на грани роспуска, а в ходе 1989 года погибли несколько игроков сборной. Так, сыгравший более 30 матчей за сборную Раду Дурбак, участник победы над Францией в 1974 году (15:10), работал тренером «Стяуа», был мобилизован в связи с введением чрезвычайного положения и застрелен при неизвестных обстоятельствах. Капитан сборной Флорицэ Мурариу был застрелен на баррикадах солдатом, который принял его за провокатора и потребовал документы, а затем, когда Мурариу полез в карман, выстрелил в него. Тем же, кто поддержал революцию, тоже пришлось несладко: игрок «Спортулуй Студенцеск» Михай Испац, поддержавший Иона Илиеску, после свержения коммунистической власти стал чиновником государственных спортивных структур, но не смог решить проблемы, возникшие в регби.
Сборная не была распущена: в 1990 году «дубы» впервые победили Францию в гостях со счётом 12:6, а затем через год одолели Шотландию 18:12. На чемпионате мира 1991 румынами была побеждена команда Фиджи 17:15 благодаря дроп-голам (снова единственная победа). Однако уже с 1994 года валлийцы стали чаще обыгрывать румын в тест-матчах: победа Уэльса в 1994 году в Бухаресте со счётом 9:16 была ещё приличной, но в 1997 году румыны проиграли 21:36 в Понтиприте и 21:70 в Рэксеме. На чемпионате мира в ЮАР в 1995 году Румыния проиграла будущим чемпионам мира из ЮАР со счётом 8:21, занеся попытку в конце матча. К этому моменту румыны уже теряли игроков, которые ехали выступать во Францию и Италию, где им платили больше, а развалившаяся система подготовки регбистов привела к большому кризису. Из игроков поколений коммунистической эпохи наиболее известными были Петру Бэлан (дважды чемпион Франции в составе «Биарриц Олимпик»), Мариус Тинку и Овидиу Тоницэ (звёздные игроки клуба «Перпиньян». В 1999 году на чемпионате мира усилий румын хватило только на победу над США со счётом 27:25. Кризис усугублялся: число игроков в стране уменьшилось на 75 %, а число клубов сократилось до 28.

### Современная эпоха (с 2000-х)

Матч сборных Румынии и Ирландии на Лэнсдаун Роуд в 2005 году

В 2000 году Румыния добилась победы на Кубке европейских наций, выиграв все четыре матча. В 2001 году Румыния столкнулась со своим первым конкурентом за место в рейтинге сильнейших европейских команд — Грузией, которая в 2001 году в решающем матче в Бухаресте победила 31:20 и стала чемпионом Европы. Большие неприятности у румынского регби только начинались: в 2001 году «дубы» разгромно и без шансов проиграли Англии с рекордным счётом 134:0, а бухарестское «Динамо» ещё крупнее было разбито английским «Сэрасинс» в Европейском кубке вызова со счётом 151:0. Несколько натурализованных регбистов из Франции отказались ехать в Англию по причине задержки зарплаты в клубах: румыны получали в день всего 30 фунтов стерлингов, в то время как лучшие английские регбисты получали по 6 тысяч за дневную работу. Забастовки и проблемы федерации нивелировали успехи команды. Защитник сборной Румынии, Габриэль Брезояну, настаивал на приглашении иностранного специалиста на должность тренера сборной и требовал провести радикальные реформы в румынском регби, однако был убеждён, что из-за нехватки финансов это не удастся провести.
В январе 2002 года команду возглавил Бернар Шаррейр с поддержки Французской регбийной федерации. Он сумел остановить деградацию команды, и «дубы» стали возвращать утраченные позиции. В 2002 году румыны в начале очередного евросезона проиграли грузинам из-за старых последствий, однако в оставшихся пяти встречах не допустили ни единой ошибки и вырвали победу 31:23 в Тбилиси, а с ней и титул чемпионов Кубка европейских наций. В 2003 году румыны попали на чемпионат мира, однако там Шаррейр был бессилен: команда обыграла лишь Намибию, затем бесславно проиграв оставшиеся матчи Ирландии (45:17), Австралии (90:8) и Аргентине (50:3). Шаррейр был уволен, после чего последовала чехарда французских тренеров: Филипп Сотон, Робер Антуан и Даниэль Сантаман.
В Кубке европейских наций 2003/2004 Португалия обыграла Румынию в Лиссабоне со счётом 16:15 и неожиданно возглавила турнирную таблицу. Хотя «дубы» взяли реванш дома со счётом 36:6 в Констанце, в Краснодаре «русские медведи» нанесли внезапное поражение 33:24, а вскоре группа румынских игроков и вовсе была дисквалифицирована по обвинению в употреблении допинга. В том сезоне Португалия, обыграв Россию 19:18 в Лиссабоне, обеспечила себе победу в турнире. В 2004 году румыны, оправившись, сумели обыграть Италию со счётом 25:24, добившись первой победы над участником уже Кубка шести наций.
В 2005 году Румыния стала командой «второго уровня» по решению Международного совета регби и заменила Россию на Кубке Сверхдержав. В матче за третье место румыны, укомплектованные французскими легионерами, проиграли сборной США со счётом 23:16. В борьбе за место на чемпионат мира 2007 года Румыния в упорнейшей борьбе вырвала путёвку у Грузии, опередив её по дополнительным показателям при равенстве очков: победы над грузинами 7 октября 20:8 в Бухаресте и над испанцами 14 октября 43:20 в Мадриде вывели сборную на чемпионат мира. В июне 2007 года Румыния приняла матчи Кубка наций в Бухаресте. В финальном этапе «дубы» сначала набрали бонусное очко, уступив Италии 18:24, а затем взяли верх над Португалией 14:10. Однако в последующих поединках против Шотландии и Новой Зеландии шансов у румын не было (проигрыши 42:0 и 85:8 соответственно).
21 марта 2009 в борьбе за место на чемпионат мира 2011 года Румыния уступила Португалии 21:22 дома и оказалась на грани непопадания в финальную часть. С большим трудом Румыния сумела не проиграть ни одного матча, заработав ничью в матче против России в рамках Кубка европейских наций 2010 года. Сильный финиш вывел «дубов» на третье место в плей-офф, где они без особых усилий разбили Украину с общим счётом 94:10. Попадание сборной Румынии на чемпионат 2011 года официально позволило ей остаться в списке 12 команд, которые не пропускали ни один чемпионат мира. В финальной пульке жребий свёл «дубов» с командами Англии, Аргентины, Шотландии и Грузии. И в этот раз Румыния заняла последнее место в группе, не набрав ни одного очка.

### Дисквалификация в 2018 году
В 2015 году команда Румынии снова выступила на чемпионате мира, попав в одну группу с Ирландией, Францией, Италией и Канадой. Команда заняла 4-е место в группе, победив канадцев со счётом 17:15, но проиграв остальные матчи. В 2019 году сборная Румынии в отборочном турнире к чемпионату мира набрала 29 очков и заняла 1-е место в группе, что гарантировало ей путёвку на чемпионат мира 2019 года, однако из-за незаконного заигрывания тонганца Сионе Факаосилеа 15 мая 2018 года решением Международного совета регби Румыния получила штраф в 30 очков и лишилась своей путёвки. В связи с дисквалификацией занявшей 2-е место Испании, также нарушившей правила заигрывания регбистов, путёвка досталась сборной России. Апелляцию Румынии и Испании на решение Международного совета регби отклонили 6 июня 2018 года. Таким образом, Румыния впервые пропустила чемпионат мира.

## Достижения
- Олимпийский регбийный турнир
  - Бронза (1): 1924
- Чемпионат Европы по регби
  -  Чемпион (10): 1968/69, 1974/75, 1976—1977, 1980/81, 1982/83, 2000, 2001/02, 2004/06, 2008/10, 2017
  -  Второе место (14)
  -  Третье место (12)
- Кубок Антим
  -  Победитель (6): 2002, 2003, 2004, 2006, 2010, 2017
- Кубок наций IRB
  -  Победитель (4): 2012, 2013, 2015, 2016
  -  Второе место (1): 2010

## Тренерский штаб
Тренерский штаб по состоянию на 16 февраля 2021 года:
| Имя                    | Страна         | Должность                       |
| ---------------------- | -------------- | ------------------------------- |
| Даниэль Карпо          | Румыния        | Менеджер                        |
| Энди Робинсон          | Англия         | Главный тренер                  |
| Стив Скотт             | Шотландия      | Тренер нападающих               |
| Сосене Анеси           | Новая Зеландия | Тренер защитников               |
| Флорин Таскэ           | Румыния        | Тренер по физической подготовке |
| Доктор Дэн Ваня-Крынгу | Румыния        | Врач                            |
| Мариус Тодоси          | Румыния        | Кинезиотерапевт                 |
| Санду Константин       | Румыния        | Кинезиотерапевт                 |
| Пол Лартер             | Шотландия      | Видеоаналитик                   |
| Мариус Кирияк          | Румыния        | GPS-аналитик                    |
| Константин Гярэ        | Румыния        | GPS-аналитик                    |

## Тренеры прошлых лет
| Тренер                          | Годы             |
| ------------------------------- | ---------------- |
| Петер Янусевич                  | —1991            |
| Мирча Параскив                  | 1995—1999        |
| Бернар Шаррейр                  | 2002—2003        |
| Филипп Сотон                    | 2003 — июль 2004 |
| Даниэль Сантаман Роберт Антонан | 2004—2007        |
| Марин Моц                       | 2007—2008        |
| Серж Ляирль                     | 2009—2010        |
| Ромео Гонтиняк                  | 2010—2011        |
| Хараламбие Думитраш             | 2011—2012        |
| Линн Хауэллс                    | 2012—2018        |
| Тома Льевремон                  | 2018             |
| Мариус Тинку (и. о.)            | 2019             |
| Энди Робинсон                   | 2019—2022        |
| Эуджен Апжок                    | 2022—2023        |
| Давид Жерар                     | 2024—н.в.        |